# Alejandro Daniel Giorgi
Alejandro Daniel Giorgi (Buenos Aires, 25 de enero de 1959) es un médico y eclesiástico católico argentino, obispo auxiliar de Buenos Aires desde 2014.

## Biografía
Nació el 25 de enero de 1959, en la ciudad argentina de Buenos Aires.
Realizó su formación primaria y secundaria en el Colegio Salesiano San Francisco de Sales, del barrio porteño de Almagro.
Estudió en la Facultad de Medicina de la Universidad de Buenos Aires, donde se graduó.
Ingresó al Seminario Metropolitano de Buenos Aires. Realizó estudios en la Facultad de Teología de la Universidad Católica Argentina (UCA), donde obtuvo el bachillerato y el profesorado, y la licenciatura en Teología, mención magna cum laude.

### Sacerdocio
Su ordenación sacerdotal fue el 17 de noviembre de 1990, en el Estadio Luna Park, a manos del arzobispo Antonio Quarracino; junto a Luis Darío Martín, Raúl Martín y Ariel Torrado Mosconi, incardinándose en la arquidiócesis de Buenos Aires.
Como sacerdote desempeñó los siguientes ministerios:
- Vicario parroquial de San Pedro Apóstol, en Monte Castro (1991-1992).
- Prefecto (1992-1999), vicerrector (1999-2007), y rector (2007-2014) del Seminario Metropolitano de Buenos Aires.[3]
- Responsable de la Comisión Arquidiocesana para la Pastoral Vocacional.
- Miembro del Colegio de Consultores (2010-2014).
- Miembro y secretario del Consejo Presbiteral (2011-2014).

### Episcopado
El 14 de febrero de 2014, el papa Francisco lo nombró obispo titular de Summa y obispo auxiliar de Buenos Aires. Fue consagrado el 3 de mayo del mismo año, en la Catedral de Buenos Aires; a manos del cardenal-arzobispo Mario Aurelio Poli.
- Vicario episcopal de la Vicaría de Belgrano (2014-2025).
- Vicario episcopal de la Vicaría de Jóvenes (hasta 2024).[6]
- Vicario episcopal de la Vicaría Centro (desde 2025).[7]
- Delegado episcopal para la Pastoral de las Vocaciones.[8]

En la Conferencia Episcopal Argentina es, desde 2021, miembro de la Comisión Episcopal de Misiones, y desde 2024, miembros del Consejo de Asuntos Económicos.